# Верхелст, Эгид Старший
Эгид Верхелст (нидерл. Egid Verhelst; 1696—1749), прозванный Старшим для различия с тёзкой-сыном, — германский скульптор.
Родился в Антверпене во Фландрии. Уже в юности был известен как талантливый скульптор и получил заказ на создание в 1710 году статуй для придворного сада дворца Нимфенбург в Мюнхене, а вскоре после этого — на создание огромных статуй двенадцати апостолов и оформление резного алтаря монастырской церкви в Эттале (впоследствии эта его работа была уничтожена пожаром). Позже создал ещё множество произведений для церквей различных городов Фландрии, а в 1733 году переехал в Аугсбург, где жил и работал до конца жизни.
Его сын Плацид (Placidus; 1727—1778) также стал известным скульптором; другие же его сыновья стали гравёрами, самый известный из них — Эгид-младший (1733—1804).